# Devario yuensis
Devario yuensis är en fiskart som först beskrevs av Arunkumar och Tombi Singh, 1998.  Devario yuensis ingår i släktet Devario och familjen karpfiskar. IUCN kategoriserar arten globalt som sårbar. Inga underarter finns listade i Catalogue of Life.